# Apache Derby
Apache Derby é um sistema de gerenciamento de banco de dados relacional Java que pode ser embutido em programas Java e usado para processamento de transações online.  Consome apenas 2 MB de espaço em disco. O Apache Derby é desenvolvido como um projeto open source sob a Apache 2.0 licence. O Derby era anteriormente distribuído como IBM Cloudscape. Atualmente é distribuído como Sun Java DB.

## Tecnologias Derby

### Derby Embedded Database Engine
O motor de banco de dados do Apache Derby é banco de dados relacional com funcionalidades completas. O JDBC e SQL são as APIs utilizadas. Possui a sintaxe do IBM DB2 SQL.

### Servidor de rede Derby
O servidor de rede Derby aumenta o poder do motor de banco de dados Derby provendo a tradicional funcionalidade cliente servidor. O servidor de rede permite conexão sobre o TCP/IP usando o protocolo padrão DRDA. O servidor de rede permite ao Derby suportar em rede o JDBC, ODBC/CLI, Perl e PHP.

### Utilitários de banco de dados
- ij – uma ferramenta que permite que scripts SQL sejam executados em qualquer banco de dados JDBC.
- dblook – ferramenta de extração de Schema para um banco de dados Derby.
- sysinfo – Utilitário que exibe números de versão e o classpath.

## História
Apache Derby originou-se na Cloudscape Inc, uma start-up de Oakland, California fundada em 1996 para desenvolver tecnologia Java para banco de dados. A primeira versão do motor do banco de dados, foi nomeada JBMS, em 1997. Posteriormente foi renomeada para Cloudscape e novas versões eram desenvolvidas a cada seis meses.
Em 1999 a Informix Software, Inc., comprou a Cloudscape, Inc. Em 2001 a IBM adquiriu os ativos da Informix Software, incluindo a Cloudscape. O banco de dados foi registrado como IBM Cloudscape e suas versões continuaram a ser produzidas, principalmente focando o uso em aplicações embarcadas usando os produtos Java da IBM.
Em agosto de 2004 a IBM contribuiu com o código para a Apache Software Foundation como Derby, um projecto incubado mantido pelo projeto Apache DB. Em  julho de 2005 o projeto Derby foi promovido na incubadora do Apache e agora está sendo desenvolvido como um sub projeto do DB, um projeto de alto nível na Apache. Anteriormente à promoção do Derby na incubação, a Sun uniu-se ao projeto Derby com a intenção de usar o Derby como um componente de seus produtos, e com o lançamento do Java 6 em dezembro de 2006, a Sun incluiu o Derby no JDK renomeado como Java DB.
Em março de 2008 a IBM anunciou a remoção do produto Cloudscape do mercado, mas continuará contribuindo com o projeto Apache Derby.

## Comparação com outros bancos de dados Java SQL embutidos
Em termos de velocidade de execução e aceitação dos padrões SQL, o Derby não se saiu tão bem em comparação com outros bancos de dados embutidos SQL databases que são gratuitas e open-source H2.